# Ян Маліцький
Ян Маліцький (пол. Jan Malicki; 24 червня 1958, Демби-Шляхецькі) — директор Центру Східноєвропейських студій Варшавського університету, почесний професор НАУКМА, почесний доктор Острозької академії.

## Нагороди
- Відзнака Президента України — ювілейна медаль «25 років незалежності України» (22 серпня 2016) — за вагомий особистий внесок у зміцнення міжнародного авторитету Української держави, популяризацію її історичної спадщини і сучасних надбань та з нагоди 25-ї річниці незалежності України[2]
- Лицарський хрест Ордена «За заслуги перед Литвою» (2006)[3]
- Командорс Хреста Ордена Відродження Польщі (2009)[4]
- Медаль «За заслуги в культурі Gloria Artis» (2005)[5]